# 대한민국 형법 제312조
대한민국 형법 제312조는 명예훼손죄와 모욕죄 고소와 피해자의 의사에 대한 형법각칙의 조문이다.

## 조문
제312조(고소와 피해자의 의사) ① 제308조와 제311조의 죄는 고소가 있어야 공소를 제기할 수 있다. <개정 1995.12.29>
②제307조와 제309조의 죄는 피해자의 명시한 의사에 반하여 공소를 제기할 수 없다. <개정 1995.12.29>

第312條(告訴와 被害者의 意思) ① 第308條와 第311條의 罪는 告訴가 있어야 公訴를 제기할 수 있다. <改正 1995.12.29.>
②第307條와 第309條의 罪는 被害者의 明示한 意思에 反하여 公訴를 제기할 수 없다. <改正 1995.12.29.>

## 판례
- 측정된 한 사람에게 한 말도 그것이 결과적으로 불특정 또는 다수인에게 전파될 가능성이 있으면 공연성이 인정된다[1]

## 참고 문헌
- 김재윤(학원인), 손동권 저, 새로운 형법각론, 율곡출판사, 2013. ISBN 9788997428342

## 같이 보기
- 대한민국 형법 제309조 출판물에 의한 명예훼손죄